# St. Marien (Poppenhausen)

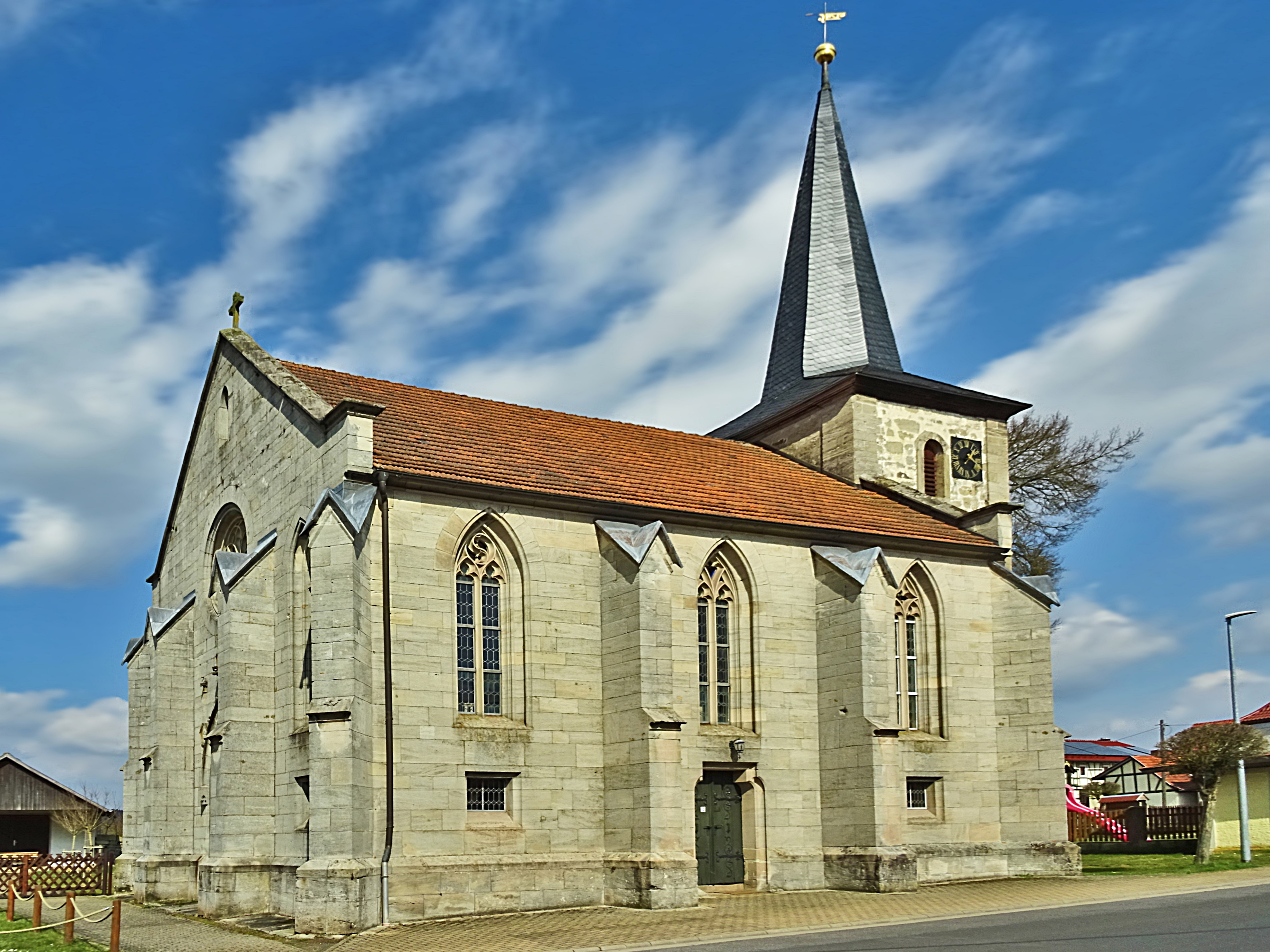
St. Marien, Poppenhausen, Südansicht

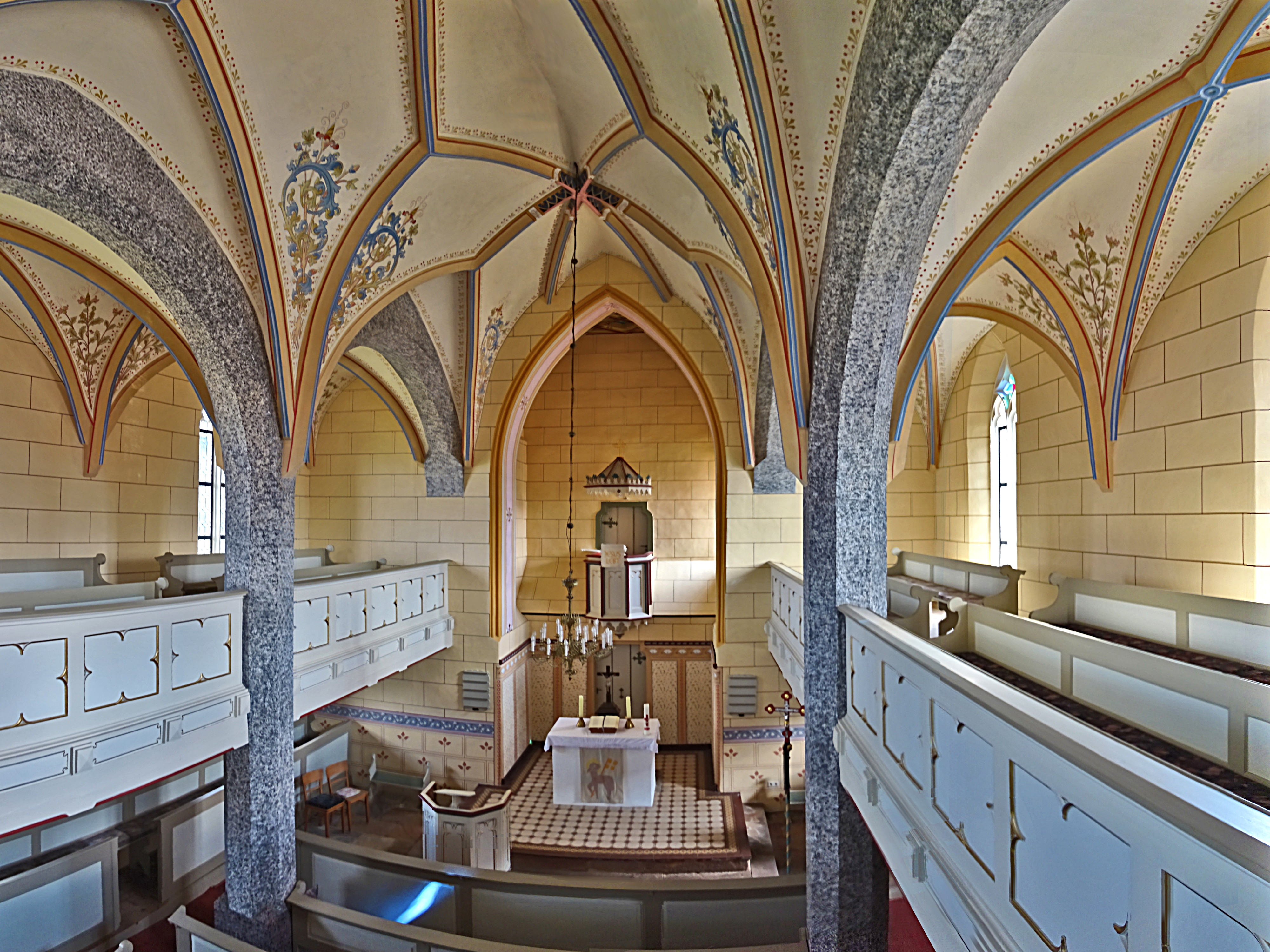
Innenansicht

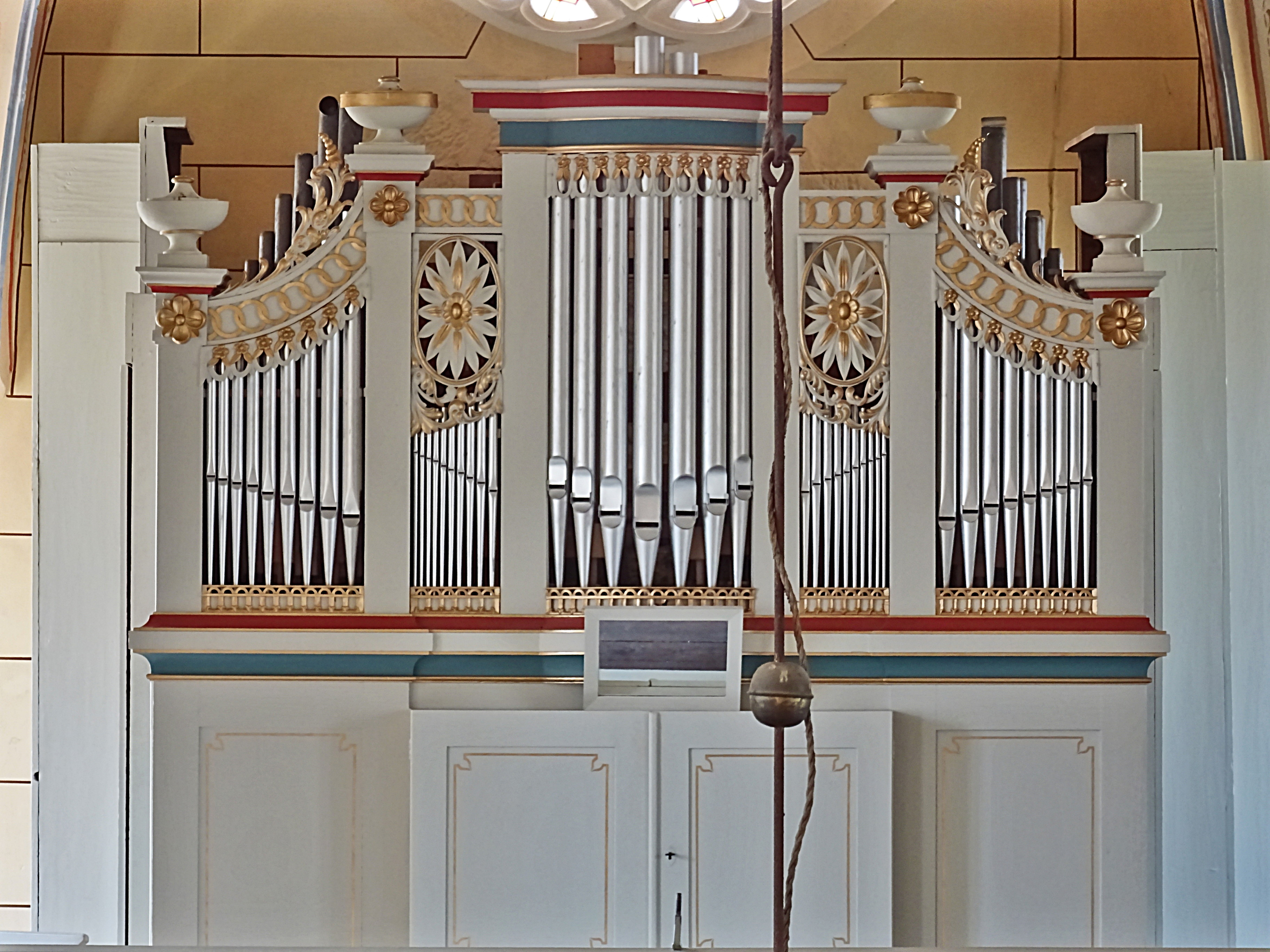
Kühn-Orgel

Die evangelisch-lutherische Kirche St. Marien in dem Ortsteil Poppenhausen der Stadt Heldburg im Landkreis Hildburghausen (Thüringen) stammt aus dem Jahr 1858. Das denkmalgeschützte Bauwerk geht auf eine mittelalterliche Kirche zurück. 

## Geschichte
Einen eigenen Pfarrer hatte die Marienkirche schon im Jahr 1516. Im Dreißigjährigen Krieg war Martin Bötzinger Pfarrer in Poppenhausen. Die von ihm verfasste Lebens- und Zeitgeschichte verarbeitete Gustav Freytag in seinem kulturgeschichtlichen Hauptwerk Bilder aus der deutschen Vergangenheit. Die Gemeinde gehörte 1641–1650 zum Kirchsprengel von Gellershausen und 1650–1661 zu dem von Heldburg.
Ein alter Stein im Kirchturm mit der Jahreszahl 1619 ist wohl ein Rest der mittelalterlichen Kirche. Der heutige Turm ist von 1747, die Jahreszahl ist an der Nordtür zu sehen. 1827 stürzte die Nordostseite ein. 1833 war der Kirchturm wiederhergestellt. Ein neues Kirchenschiff entstand 1827 bis 1835 als Holzkonstruktion, die aber schon 1850 wieder abgebrochen wurde. 1858 wurde schließlich das heutige, massive Langhaus nach Plänen des Landbaumeisters Ortmann aus Hildburghausen im neugotischen Stil errichtet.

## Architektur und Ausstattung
Der an der Ostseite stehende Kirchturm beherbergt im Erdgeschoss unter einer Balkendecke den Chor mit dem Altarraum und der Sakristei. Der Sakristeitisch ist eine alte Sandstein-Altarplatte. Einfassende Pilaster und ein Zwischengesims sowie östlich ein rechteckiges und südlich neun gepaarte Rundbogenfenster gliedern die Turmfassade. Ein verschieferter Spitzhelm aus zwei aufeinander gesetzten Pyramiden ist die Dachkonstruktion. Im Kirchturm hängen drei Eisenhartgussglocken, die drei in den Weltkriegen eingeschmolzene Bronzeglocken ersetzen.
Zwischen dem Kirchturm und dem Kirchenschiff mit seinem in roten Ziegeln gedeckten Satteldach befindet sich im Innenraum ein spitzbogiger Triumphbogen. Vier Pfeilerpaare, die das steinerne Sterngewölbe tragen, gliedern das Langhaus in Haupt- und zwei Nebenschiffe. Bögen und bereichsweise die Gewölbe sind ausgemalt. An drei Seiten steht die eingeschossige Empore. Die Westfassade ist durch eine große Rosette und das aufwändig gestaltete Portal mit der spitzbogigen Eingangstür gekennzeichnet, über der der Bibelspruch „Selig sind die Gottes Wort hören und bewahren“ (Lk 11,28 ) steht. Die Süd- und Nordseite haben jeweils drei große spitzbogige Maßwerkfenster, unter denen kleine rechteckige Fenster vorhanden sind.
Die Orgel auf der Westempore ist ein Werk des Schmiedefelder Orgelbaumeisters Theodor Kühn und wurde um 1880 errichtet. Sie umfasst zehn Register auf einem Manual und Pedal. Zuvor stand in der Kirche eine kleine Orgel von Caspar Schippel aus dem Jahr 1701.